# Религия в Великом княжестве Литовском
Религия в Великом княжестве Литовском — совокупность исповедуемых религий в Великом княжестве Литовском с середины XIII века по 1795 год на территории современной Беларуси, центральной и южной части Литвы, а также частично Украины, России и Польши.
До Кревской унии в Великом княжестве Литовском существовали две разновеликие территории, различающиеся в религиозном отношении: северо-запад государства сохранял традиционное язычество, а другая часть государства была крещена в православие ещё в период Киевской Руси. После Кревской унии началось активное распространение католичества, пользовавшегося поддержкой центральной власти. С середины XVI века под влиянием Реформации в Великом княжестве Литовском распространялись протестантские идеи, широко воспринятые в среде магнатерии. В 1596 году была заключена Брестская церковная уния, в результате которой часть православных признала власть папы римского и оформилась в особую католическую церковь, придерживающуюся византийского обряда и известную как униатство. Среди нехристианских религий в Великом княжестве Литовском были наиболее распространены иудаизм и ислам, впервые зафиксированные здесь в XIV веке.

## Язычество

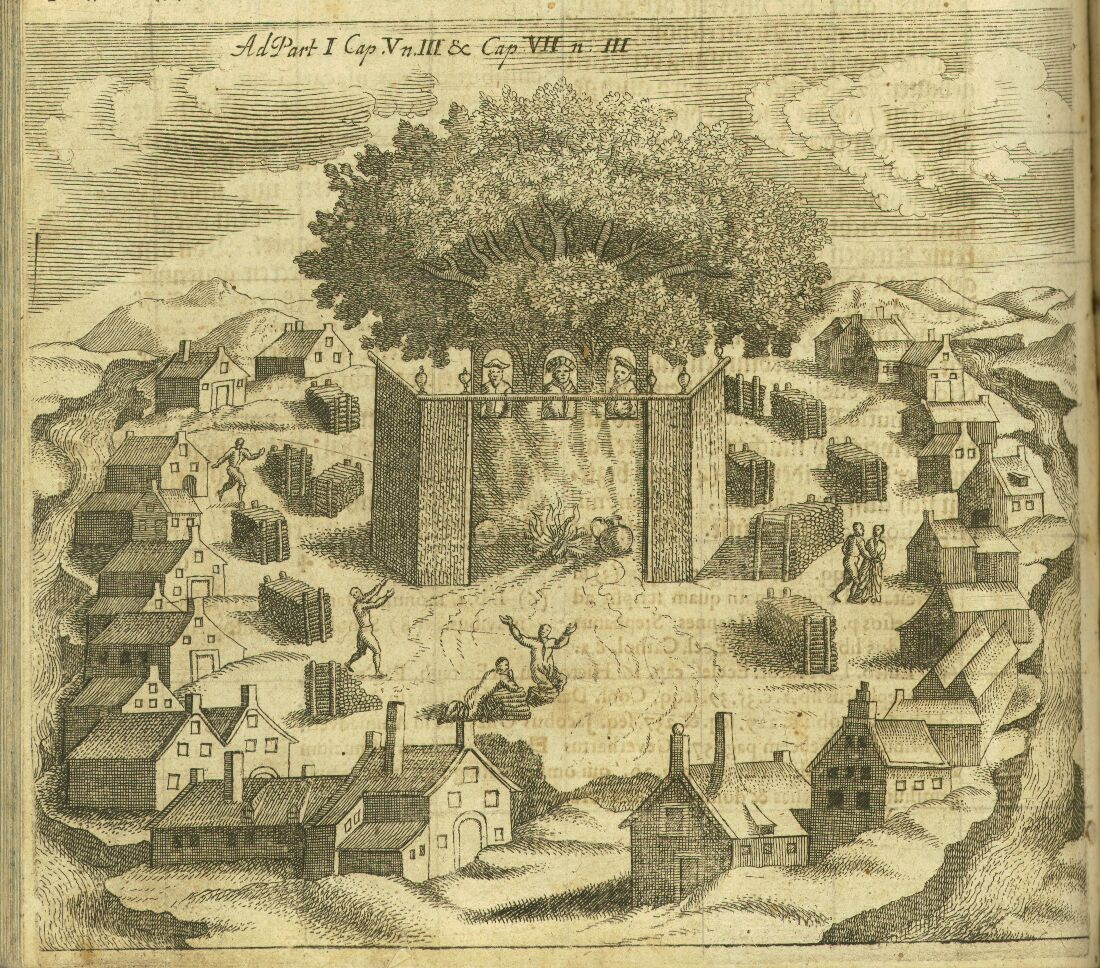
Изображение Ромувы в книге К. Хартноха «Старая и новая Пруссия», 1684 год

Балтийское язычество характеризуется как форма полидоксии, веры в святость всех природных сил и явлений, не персонифицированных, но обладающих собственными духами и магическими силами. Балты думали, что мир населен безграничным количеством духов и демонов, верили в душу и загробную жизнь и практиковали поклонение предкам. Имелся пантеон языческих божеств, теократический свод законов. Согласно последним, разрешалось иметь не более трёх жен. Величайшим преступлением считалось угасание священного огня (Жнича). В качестве храмов использовались древние священные рощи. Местом почитания служила природа: лес, жниво, луг или же дом, домашний очаг, части дома и усадьбы, в которых происходили аграрные обряды сельскохозяйственного характера при первом выгоне скота, окончании жатвы, молотьбе, обработке льна и т. п. Богам своим литовцы приносили в жертву животных, а в торжественных случаях — и людей. При погребении знатные сожигались вместе с любимыми предметами и рабами. Загробную жизнь литовцы представляли себе продолжением настоящей.
По свидетельству Иеронима Пражского, проповедовавшего в Литве в начале XV века, предметы обожания в различных местах были различны. В одной местности почитали змей, в другой — огонь, в третьей — солнце или железный молот редкой величины. На вопрос, обращенный к жрецам, в чём смысл почитания молота, они ответили, что однажды в течение нескольких месяцев не было видно солнца, которое какой-то могущественный царь захватил и держал взаперти в укрепленной башне. Тогда знаки Зодиака огромным молотом разбили башню и, освободив солнце, возвратили людям. Инструмент, с помощью которого люди снова получили свет, стал предметом почитания. Подобное событие могло иметь место в прошлом, Прокопий Кесарийский и Иоанн Эфесский в своих сочинениях писали о потемнении солнца на несколько месяцев в VI веке.
Имелся богатый фольклор, отразившийся в легендах, преданиях и дайнах. M. О. Коялович видел в литовской мифологии следы древности и обособленности. Она, по его мнению, совмещает в себе высшие отвлеченные понятия древнейших религий и выработанную, законченную форму греко-римского язычества.

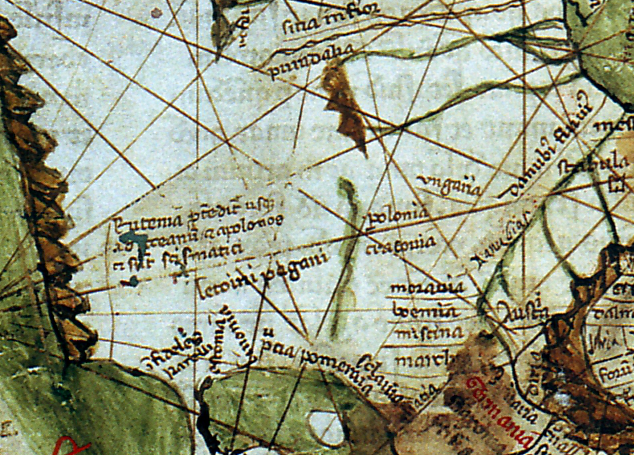
Литва в Mappa mundi Пьетро Весконте, 1321 год. Надпись гласит: Letoini pagani — язычники-литовцы.

Ко времени образования Великого княжества Литовского, славянское население было в основном христианизировано, балтское же население в основном было язычниками. Сохранились легендарные свидетельства о прусских и литовских верховных жрецах — Криве-Кривайтисах, которые с дохристианских времён жили в поселении Ромов, разрушенном крестоносцами. На рубеже XIII—XIV веков, центр пребывания верховных жрецов переносится в Вильну.
Средний уровень в языческой жреческой иерархии, занимали вайделоты, исполнявшие языческие обряды. В крупных святилищах, таких как Ромува, они поддерживали огонь, принимали и приносили жертвы, учили молодежь законам и рассказывали им о богах. В общинах они совершали разного рода ритуалы, организовывали религиозные праздники, нередко выступали судьями в тяжбах. Вайделотами могли быть как мужчины, так и женщины. За огнём часто следили девушки (подобно римским весталкам) или вдовы. Их называли вайди́лес, вайделу́тес (vaidiles, vaidelutes).
В феврале 1387 года Ягайло вернулся в Литву из Польши. Крещение дворян и их крестьян сначала проводилось в столице Вильне и его окрестностях. Дворянство и крестьяне в Аукштайтии крестились весной, а затем крестилась и остальная часть литовской знати. В этнической Литве были созданы приходы и построен Вильнюсский кафедральный собор на месте разрушенного языческого храма.

## Православие

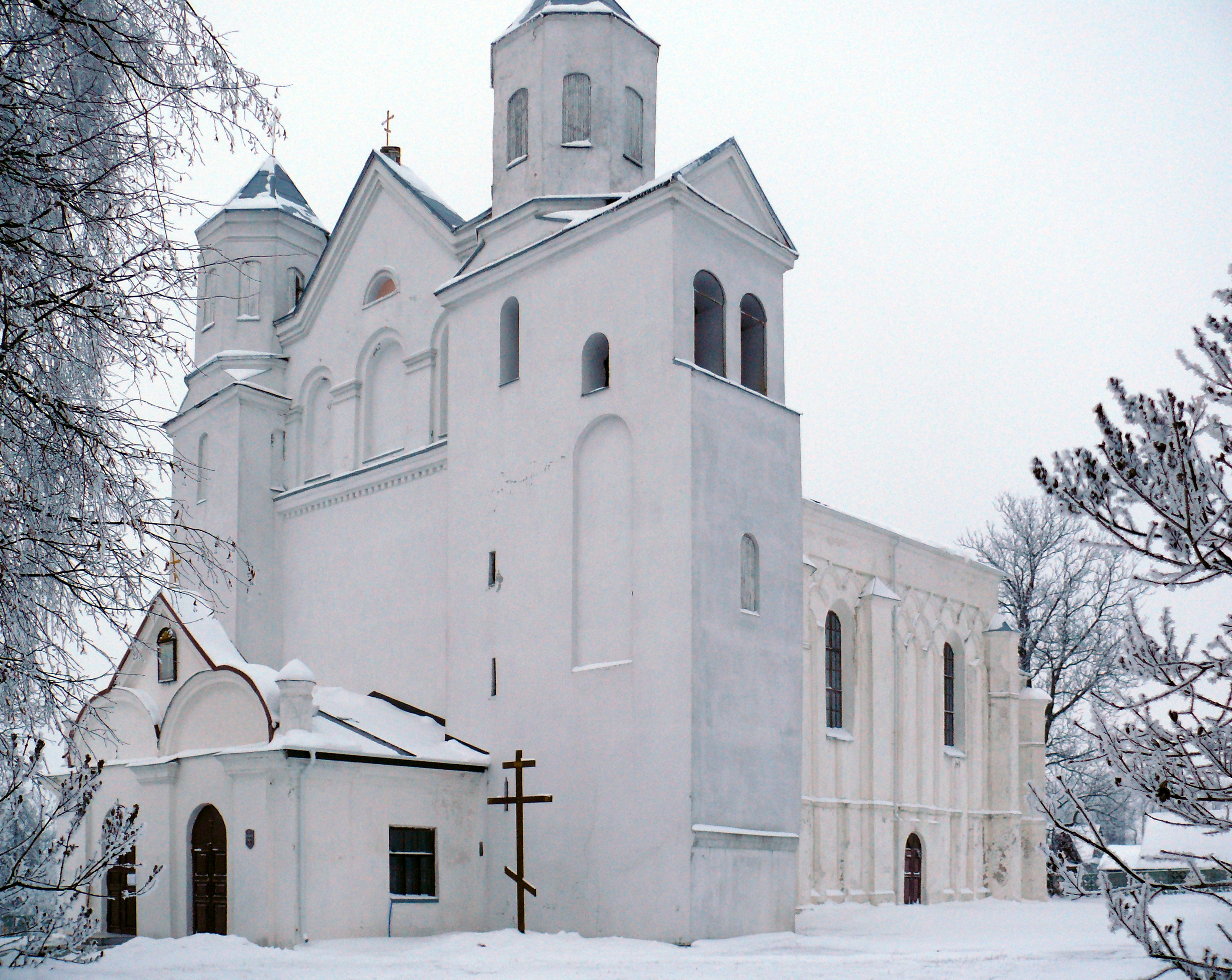
Церковь св. Бориса и Глеба в Новгородке (выстроена в 1512 году в византийско-готическом стиле на месте древнерусского храма, в котором проходили соборы Литовской митрополии).

Христианство восточного толка на территориях, которые впоследствии составляли Великое княжество Литовское, распространилось ещё в X веке как государственная религия, введённая киевским князем Владимиром. Православная церковная структура сформировалась ещё в период существования Киевской Руси, уже тогда церковь обладала крупными земельными наделами и оформленной епархиальной структурой. Существовавшие на Руси епархии подчинялись Киевской митрополии, которая в свою очередь была подчинена Константинопольскому патриархату. Первоначально христианизации подверглись города, гораздо более медленными темпами она проходила в сельской местности, преимущественно христианизированной к концу XII — началу XIII веков.
В 1299 году, когда митрополит оказался на землях, подчинённых Орде, митрополичья кафедра была перенесена из Киева во Владимир-на-Клязьме, а в 1325 году — в Москву, при этом киевская кафедра опустела. В связи с этим в 1316 году Константинопольской патриархией была создана отдельная Литовская митрополия с центром в Новогродке (совр. Новогрудок). Литовские митрополиты назначались нерегулярно, что было связано с нежеланием Константинополя разделять православную церковь княжеств Литовского и Московского. Так, после смерти митрополита Феофила в 1330 году новый литовский митрополит назначен не был, а епархии вернулись в состав Киевской митрополии. В 1354 году литовским митрополитом был поставлен Роман, которому были подчинены турово-пинская, полоцкая, галицкая, владимир-волынская, луцкая, холмская и перемышльская епархии.

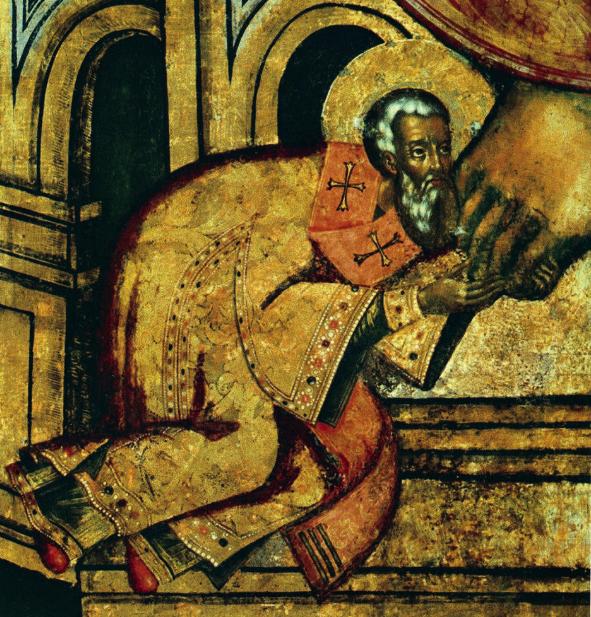
Ктиторский портрет митрополита Киприана.

После смерти Романа в 1362 году новый митрополит вновь не был назначен. Константинопольский патриарх, стремясь сохранить мирные отношения с Ордой, отдал всю Русь во власть митрополита Алекси́я. Выражая волю православного народа, великий князь Ольгерд писал в Константинополь послания с просьбами о поставлении на Литву независимого от Польши и Москвы митрополита, и в 1373 году патриарх Филофей направил в Киевскую митрополию своего экклисиарха Киприана, и 2 декабря 1375 года патриарх Филофей рукоположил Киприана в митрополита Киевского, Русского и Литовского, а патриарший собор постановил, что после смерти митрополита Алексия Киприан должен быть «одним митрополитом всея Руси».
Так продолжалось до 1415 года, когда по инициативе великого князя литовского по Новгородском соборе было решено объявить о независимости православной церкви Великого княжества как от киевского митрополита в Москве, так и от константинопольского патриарха. Киевским митрополитом был выбран Григорий Цамблак, однако он не получил признания среди православного клира и постепенно утратил поддержку Витовта. После смерти Григория православная церковь Великого княжества Литовского была вновь подчинена митрополиту в Москве. В условиях обострения борьбы за земли с преимущественно русским населением, произошло фактическое разделение Киевской митрополии. Епархии на землях, контролируемых Великим княжеством Литовским и Великим княжеством Московским, управлялись разными митрополитами.

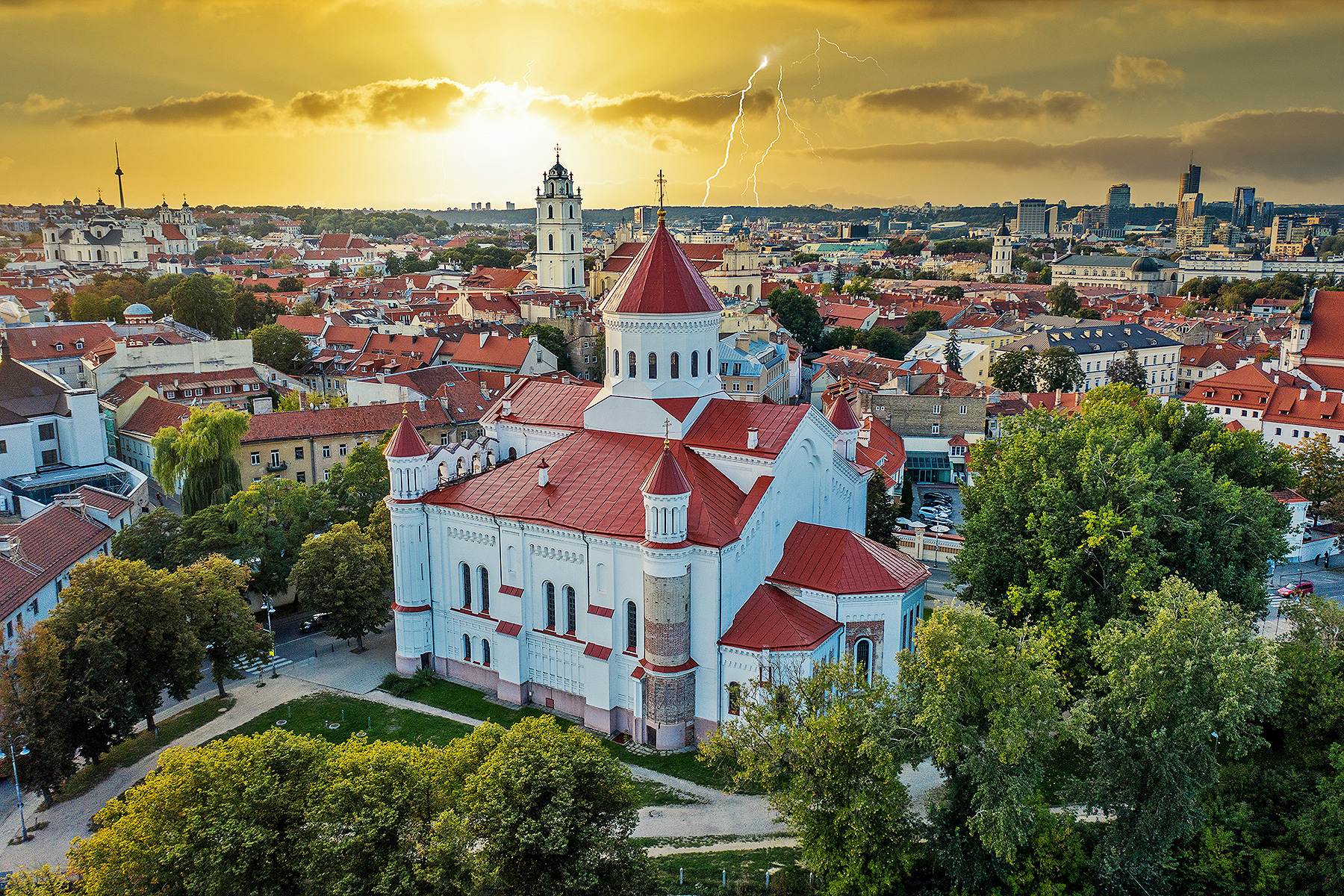
Собор Успения Пречистой Божией Матери в Вильно. Кафедральный митрополичий собор Киевской митрополии (1458—1596).

В 1458 году произошло окончательное разделение православной церкви: литовские епархии подчинялись митрополиту Киевскому, кафедра которого находилась в Новогрудке и Вильне, а восточно-русские — московскому с кафедрой в Москве (с 1461 года — Московская митрополия). К литовским митрополитам перешёл титул митрополитов Киевских, галицких и всея Руси, митрополия насчитывала 10 епархий. В 1469 году митрополит Григорий Болгарин получил каноническое признание вселенского патриарха Константинополя..
На протяжении XVI века митрополиты Киевские неоднократно предлагали унию папе римскому, но безрезультатно. После Люблинской унии, к концу XVI века Киевская митрополия в Речи Посполитой стала перед необходимостью реформы образования. Православная интеллектуальная элита, оказалась неспособной в полной мере противостоять напору вначале Реформации, а затем и католической Контрреформации. Духовенство было неспособно отстаивать в полемике свои убеждения, удовлетворять возросшие потребности паствы. К 1594 году подавляющее большинство иерархов Киевской митрополии твердо стояли на позициях унии с Римо-католической церковью. В 1596 году была заключена Брестская уния. Киевская митрополия была преобразована в Русскую униатскую церковь. Однако не все поддержали унию, часть приходов и монастырей пожелали оставаться под омофором Константинополя, что вызвало сильную полемику, которая порой выливалась в открытое противостояние.
В 1620 году, когда Речь Посполитая находилась в состоянии войны с Османской империей, по поручению константинопольского патриарха иерусалимский патриарх Феофан III посвятил нового митрополита Киевского и всея Руси (а также епископов на другие кафедры). Православная Киевская митрополия была восстановлена с кафедрой в Киеве и в 1633 году была признана королём Владиславом IV. Она просуществовала в составе Речи Посполитой до 1686 года, пока Киев по мирному договору не был передан под юрисдикцию Русского царства. Киевская митрополия с согласия константинопольского патриарха перешла в состав Московского патриархата.

## Католицизм

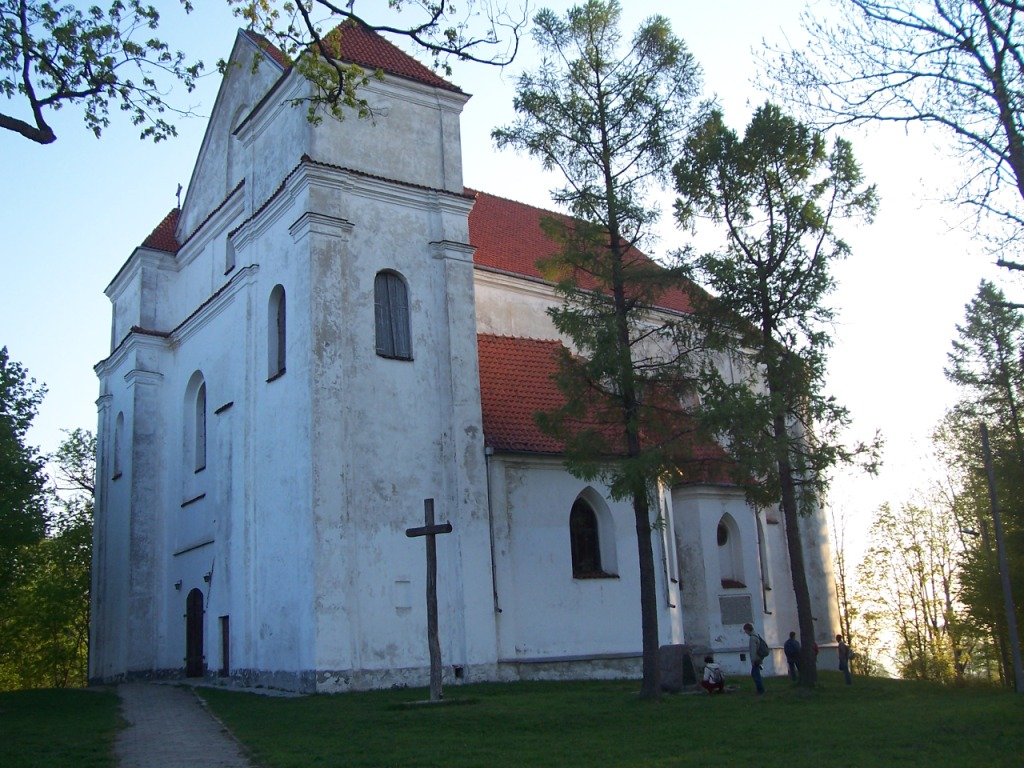
Фарный костёл (Новогрудок), XIV век.

Первая попытка введения католичества как государственной религии относится ещё ко времени правления Миндовга. В 1250 или 1251 году он принял крещение, а в 1252 или 1253 году принял королевскую корону от имени папы римского Иннокентия IV, что включило Великое княжество Литовское в политическую систему католической Европы. Осенью 1253 года были рукоположены первые литовские католические епископы: Кристиан, представлявший Тевтонский орден и посвящённый в сан архиепископом Рижским, и Вит, польский миссионер-доминиканец, рукоположенный архиепископом Гнезненским. Миссия Вита оказалась безуспешной, а Кристиан был изгнан после того, как Миндовг отрёкся от католичества около 1260 года.
Отход Миндовга от христианства не прекратил деятельность в государстве католических миссионеров. Известно о существовании в 1320-е годах в Вильне и Новогородке по одному монастырю доминиканцев и францисканцев. Есть сведения о нахождение католических монахов при дворе великих князей Витеня и Гедимина.
В 1375 году волынский князь Любарт-Дмитрий основал первую на землях ВКЛ Луцкую католическую епархию.
Активное распространение католичества в Великом княжестве Литовском началось после заключения 14 августа 1385 года Кревской унии с Королевством Польским, по условиям которой великий князь литовский Ягайло становился королём польским, принимал католичество обязательство крестить по латинскому обряду языческие литовские земли. Вслед за крещением Ягайло 15 февраля 1386 года были крещены члены его двора, а также многие родственники, включая будущего великого князя литовского Витовта. В Вильне было основано католическое епископство, с 1415 года подчинённое гнезненскому архиепископу. 12 марта следующего года учреждение диоцеза было утверждено папой Урбаном VI.
В феврале 1387 года Ягайло вернулся в Литву. Первоначально была крещена знать и простое население столицы, весной 1387 года было крещено население Аукштайтии, при этом Жемайтия оставалась языческой. В Вильне на месте языческого святилища был построен кафедральный собор, а вскоре сооружено семь первых приходских церквей. 19 апреля 1387 года Урбан VI признал Великое княжество Литовское католическим государством.
В 1387 году Ягайло передал в собственность Виленскому епископству несколько волостей с 50-60 деревнями, ставшими первой церковной латифундией в государстве. Согласно привилею Ягайло от 22 февраля 1387 католическая церковь получала полную власть в своих владениях в судебных и финансовых вопросах, освобождалась от налогов и повинностей. В декабре 1430 году Ягайло расширил этот привилей и на владения, которые церковь обретёт в будущем. К середине XVI века Виленскому епископству принадлежало 285 деревень и 16 местечек с около 40 тысячами жителей, что составляло 1,5 % населения Великого княжества Литовского.
В 1411 году, после окончания войны с Тевтонским орденом и заключения мира, Жемайтия была возвращена в состав Великого княжество Литовского. Опасаясь того, что Тевтонский орден использует недостаточное рвение по христианизации Жемайтии с целью антилитовской пропаганды, как ранее его использовали сами литовцы для пропаганды против крестоносцев, в 1413 Ягайло и Витовт отправились в окрестности Бетиголы, где крестили первые группы жемайтов. В 1416 году было начато строительство приходских церквей, а 23 октября по решению Констанцского собора было основано Жемайтское епископство.
Всего в правление великого князя литовского Витовта было построено более 30 католических церквей. Поддержку от центральной власти получали монашеские ордена францисканцев, августинцев и бенедиктинцев. Тем не менее, распространение христианства среди язычников шло медленно. Так, по подсчётам одного францисканского миссионера, к 1410 году было крещено всего около 20 тысяч литовцев.
Государственная политика Витовта была направлена не только на христианизацию язычников, но и на распространение католичества среди русского православного населения. Так, Городельской привилей 1413 года подтвердил статус католичества как государственной религии, католическая знать получала права и привилегии, которых некатолики были лишены. В 1404 году было учреждено епископство во Владимире Волынском (в 1425 году перенесено в Луцк), после 1424 года — епископство в Каменце. Епископства делились на деканаты, а те в свою очередь на парафии (приходы). Избрание епископов находилось в руках капитула. С 1383 по 1550 было 12 виленских епископов, из которых первые четыре были поляками. С 1508 года все епископы происходили из высшей знати Великого княжества.
Витовт стремился организовать католическую церковь Великого княжества Литовского в качестве самостоятельной церковной провинции, но не получил поддержки со стороны папской курии. Несмотря на административную разобщённость, католическая церковь стала опорой государственной власти.

## Протестантизм

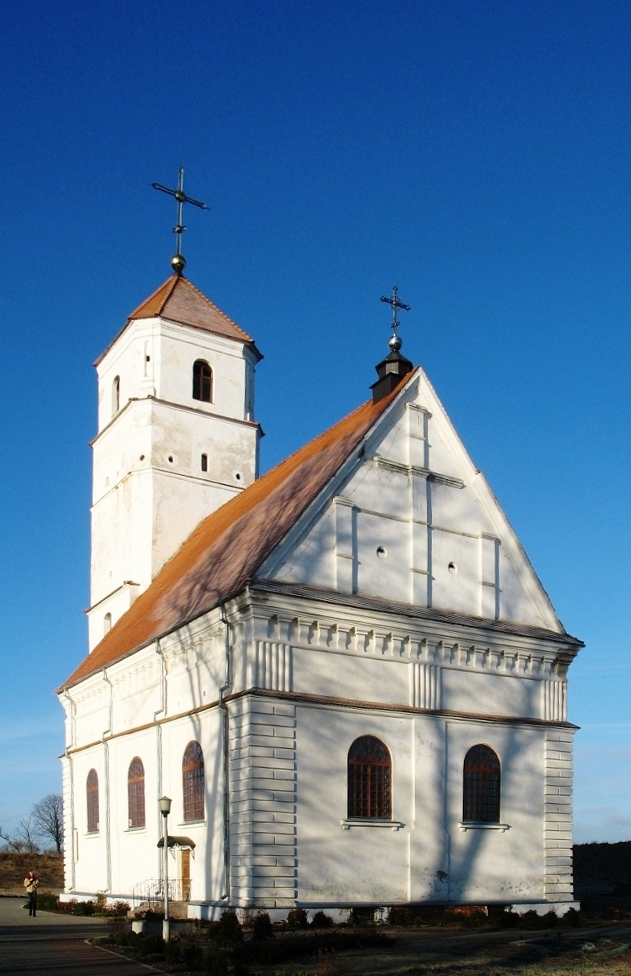
Бывший кальвинистский собор в Заславле

Протестантизм в Великое княжество Литовское проникает в XVI веке, первоначально в форме учения Лютера. Большое влияние на распространение лютеранства в Великом княжестве Литовском играло его утверждение как официальной религии в соседнем Прусском герцогстве, обучение молодёжи в немецких университетах, особенно в Лейпцигском, открытие университета в столице Пруссии Кёнигсберге, а также проживание в Великом княжестве некоторого числа немецких колонистов.
Огромное влияние на распространение протестантизма имела поддержка нового учения со стороны богатейшей знати — магнатерии. Магнаты стремились к ограничению великокняжеской власти и расширению собственных полномочий, чему отказ от католицизма и переход в протестантизм с его отказом от идеи о божественном происхождении верховной власти весьма способствовали. По этой же причине в течение некоторого времени гораздо большее распространение, нежели лютеранство, популярное в среде мещан, получило учение Кальвина. Кальвинистами становятся крупнейшие землевладельцы государства — Радзивиллы, Сапеги, Ходкевичи, Вишневецкие и другие влиятельные роды.

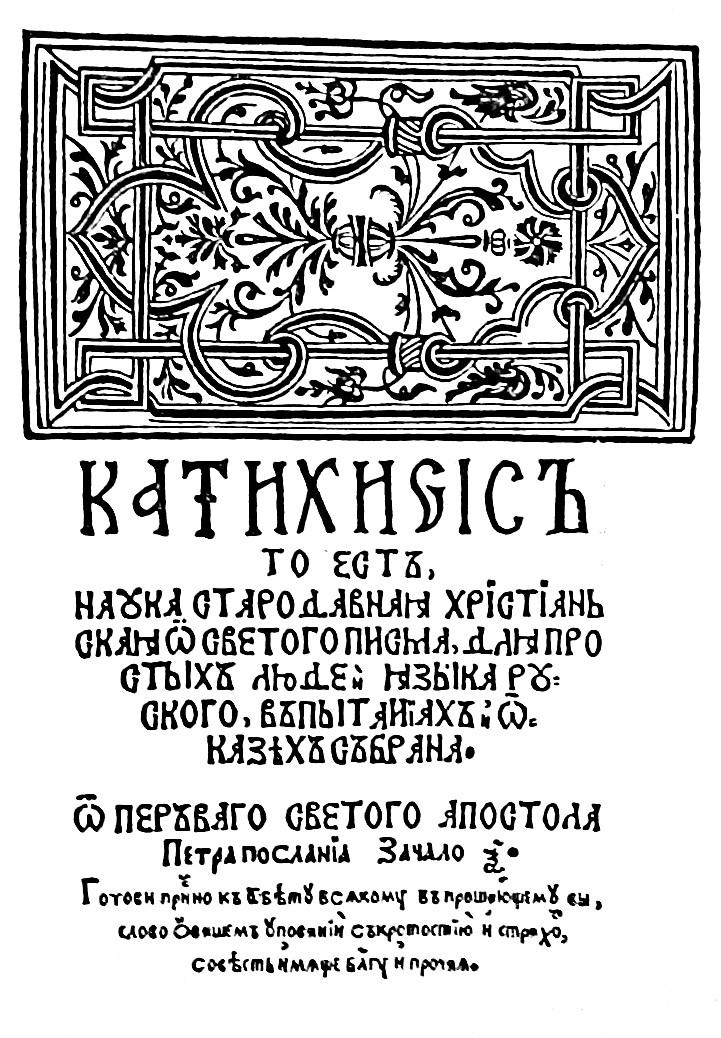
Катехизис Симона Будного. Несвиж, 1562 год

Очагом кальвинизма в Великом княжестве Литовском стал город Брест, где местный староста магнат Николай Радзивилл «Чёрный» основал кальвинистскую общину, а затем и крупную типографию. Затем общины появляются в Витебске, Клецке, Минске, Несвиже, Полоцке и других городах. В 1557 году в Вильне состоялся съезд литовских протестантов под председательством Николая Радзивилла Чёрного, который принял решение о создании единой деноминации во главе с суперинтендантом. Благодаря широкому финансированию со стороны магнатерии открывались кальвинистские школы и типографии. В 1617 году была открыта кальвинистская Слуцкая гимназия.
Особенностью развития протестантского движения в Великом княжестве Литовском стал его быстрый переход к более радикальным формам — антитринитаризму, вылившемуся в активное и сильное социнианское движение. Общины социниан существовали в Вильне, Новогрудке, Любче и многих других городах. Наиболее влиятельным сторонником этого рационалистического учения был магнат Ян Кишка, каштелян виленский. Уже в середине 50-х годов XVI века между приверженцами кальвинизма и сторонниками более радикальных социнианских взглядов наметились разногласия, вылившиеся в создание самостоятельной общины польских братьев, членов которой обычно называли арианами. Среди известных социнианских мыслителей и проповедников выделяют Петра из Гонёндза, Симона Будного, Яна Лициния Намысловского и Василия Тяпинского.
Во второй половине XVI века начинается активная борьба католической церкви с протестантизмом. Контрреформация распространилась и в Великом княжестве Литовском, основными её проводниками были иезуиты, пользовавшиеся государственной поддержкой. Протестантское движение постепенно затухает, магнатерия постепенно возвращается в католицизм, в то время как среди низшего сословия протестантские идеи были не слишком популярны и ранее. Особенно жёстким гонениям подвергались антитринитарии — дошло до того, что в 1647 году их школы были закрыты, а 1658—1660 годах приверженцы этого течения были изгнаны из Великого княжества Литовского, после чего стали называться унитариями. Тем не менее, общины других протестантских церквей продолжали существовать.

## Униатство

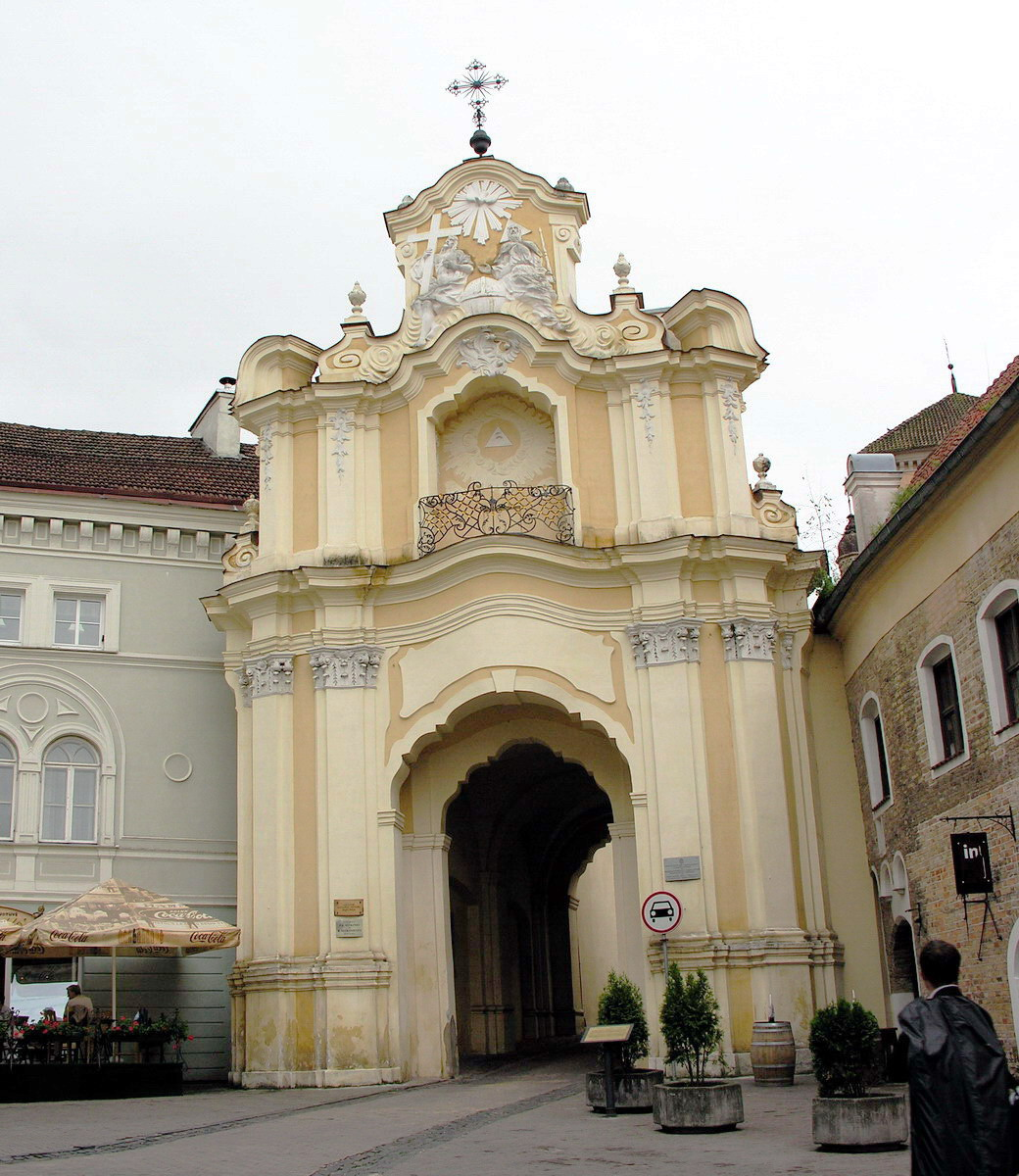
Церковь Святой Троицы и базилианский монастырь в (Вильно) — одна из древних резиденций итрополитов Киевских

Униатская церковь была создана в Великом княжестве Литовском в результате Брестской церковной унии 1596 года, по которой православная церковь организационно объединялась с Католической церковью на условиях принятия католической догматики, подчинения папе римскому, но при сохранении православной обрядности. Попытки объединения церквей принимались и ранее, так акт Флорентийской унии 1439 года был подписан митрополитом Исидором от имени Киевской митрополии, однако уния не была принята народом и духовенством.
К 1596 году большая часть епископов Киевской митрополии во главе с митрополитом Михаилом Рогозой поддержали Брестскую унию, в результате чего митрополия была переподчинена Папе Римскому, сумев сохранить все епархии в своём составе. В то же время противниками унии была сохранена и православная церковная организация, что обусловило параллельное существование двух Киевских митрополий: грекокатолической и православной. Протесты православных против перевода церквей и монастырей в унию выражались в форме литературной полемики, дебатов на сеймах, братского движения, а также открытых выступлений вплоть до восстаний, среди которых выделяют Могилёвское 1618 года и Витебское 1623 года. В свою очередь униаты для увеличения влияния среди населения создали собственную систему учебных заведений и церковных братств, активно участвовали в литературной полемике, занимались книгоизданием, но при этом перевод населения в унию сохранял насильственный характер.

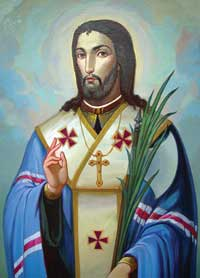
Архиепископ Полоцкий Иосафат Кунцевич, священномученик, основатель Ордена Василиан.

В целом униатская церковь пользовалась государственной поддержкой, хотя и рассматривалась как второразрядная, чему свидетельствовало в частности не включение крупнейших униатских иерархов в состав сената. Всё время существования униатской церкви продолжался перевод униатов в римо-католичество, несмотря на утверждённый папой декрет Конгрегации пропаганды веры от 1624 года и протесты грекокатолического духовенства.
Постепенно авторитет униатской церкви рос, чему способствовало создание ордена базилиан, а также переход в грекокатоличество Мелетия Смотрицкого. В литургии униатская церковь использовала старославянский и западнорусский письменный язык. С 1630-х годов к унии стала склоняться шляхта. В 1630-х годах митрополит Иосиф Рутский предпринимал попытку создания объединённого униатско-православного Киевского патриархата, однако проект оказался неудачным. Несмотря на усилия по распространению унии, в 1647 году в Речи Посполитой насчитывалось около 4 тысяч униатских и более 13,5 тысяч православных приходов.
Во время войны Речи Посполитой с Россией 1654—1667 годов на занятых российскими войсками территориях уния оказалась под запретом. После Андрусовского перемирия 1667 года правящие круги Речи Посполитой резко усилили поддержку унии. Ещё в большей степени росту её привлекательности в глазах шляхты способствовало подчинение Киевской православной митрополии Московскому патриархату в 1688 году, что означало потерю самостоятельности православной церкви Речи Посполитой и полное её подчинение интересам России, противника в недавней войне. Особенно поддержка униатской церкви и одновременно давление на православную со стороны центральной власти возросла в правление Яна Собесского. В 1692 году уния принята Перемышльской епархией, в 1700 — Львовской, в 1702 — Луцкой. В это же время униатское население Речи Посполитой превысило православное.
В XVIII веке началась постепенная латинизация униатской церкви, выраженная в перенимании латинского обряда, что противоречило условиям Брестского собора 1596 года. Проводниками латинизации были базилиане, происходившие в основном из польско-католических семей. Особое значение имел проведённый в 1720 году Замойский собор, постановивший унифицировать богослужение, приняв литургические книги, одобренные папской властью и отказавшись от использования некатолических изданий. После 1720 года в униатстве наметилось два течения: сторонники первого стремились к заимствованию римско-католических традиций, второго — к сохранению собственных западнорусских православных традиций и чистоте обряда.
Ко времени разделов Речи Посполитой грекокатолическая церковь насчитывала на территории государства 8 епархий с 9300 приходами, 10 300 священниками и 4,5 миллионами прихожан (тогда как всё население Речи Посполитой составляло 12,3 миллионов человек). Кроме того, униатской церкви принадлежало 172 монастыря с 1458 монахами.

## Иудаизм

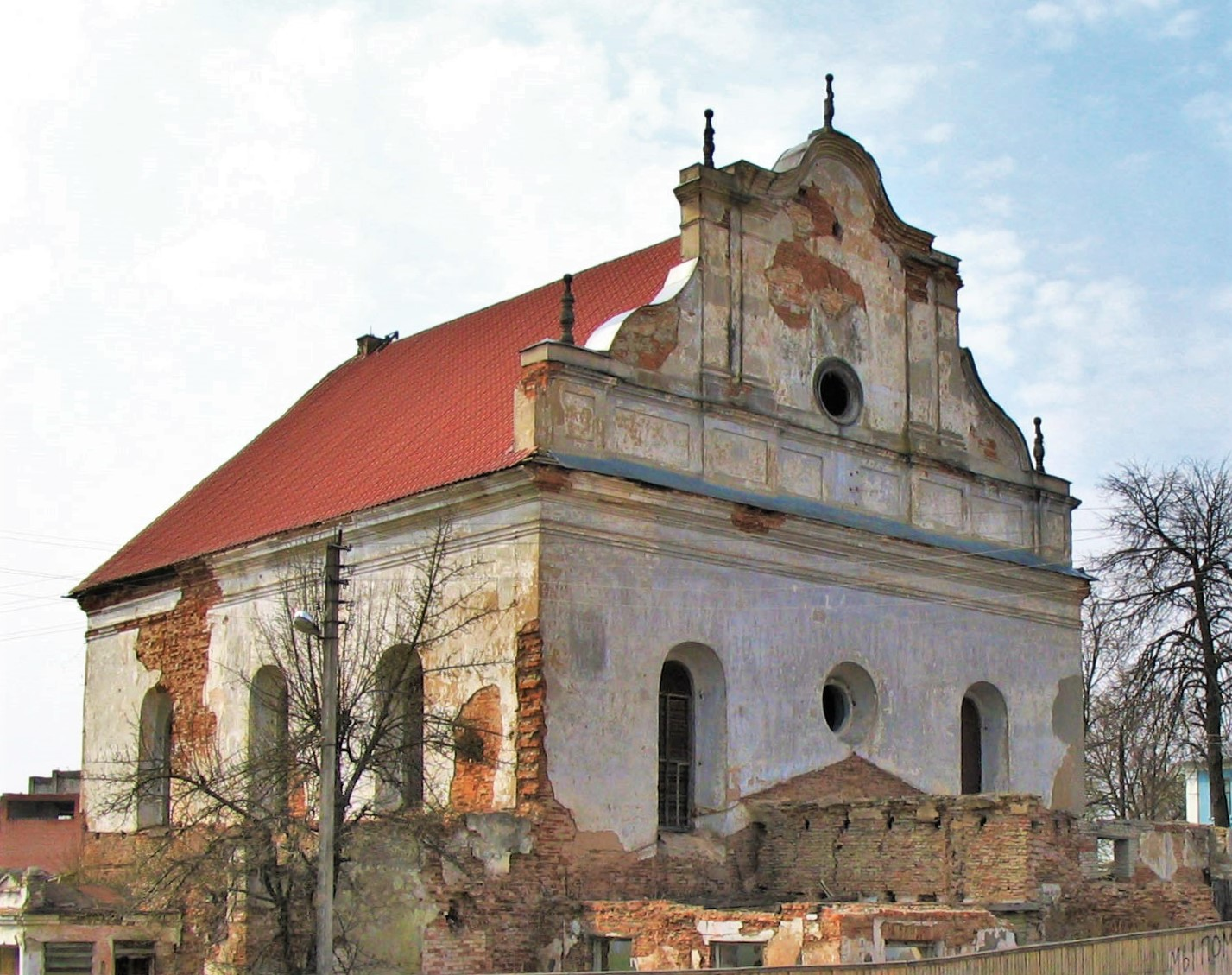
Синагога в Слониме, построенная в 1642 году

Первым документом, свидетельствующим о проживании евреев, а следовательно и существовании иудаизма в Великом княжестве Литовском относится к 24 июня 1388 года, когда великий князь литовский Витовт с целью поощрения дальнейшего переселения евреев издал в Луцке привилей еврейской общине города Бреста. Привилей, устанавливающим принципы проживания евреев во всём государстве, схож с документом, изданным князем Болеславом Калишским в 1264 году. Согласно этому документу, за убийство еврея полагалось такое же наказание, как и за убийство шляхтича. Евреям разрешалось свободное исполнение обрядов, а также дозволялось заниматься имущественными и залоговыми операциями. Под залог разрешалось брать любые вещи, кроме христианской религиозной утвари и «окровавленных» (снятых с убитого) вещей. Кроме того, следуя декретам римских пап, Витовт в этом документе запрещал обвинять евреев в употреблении христианской крови. Были установлены и основы автономии еврейской общины.

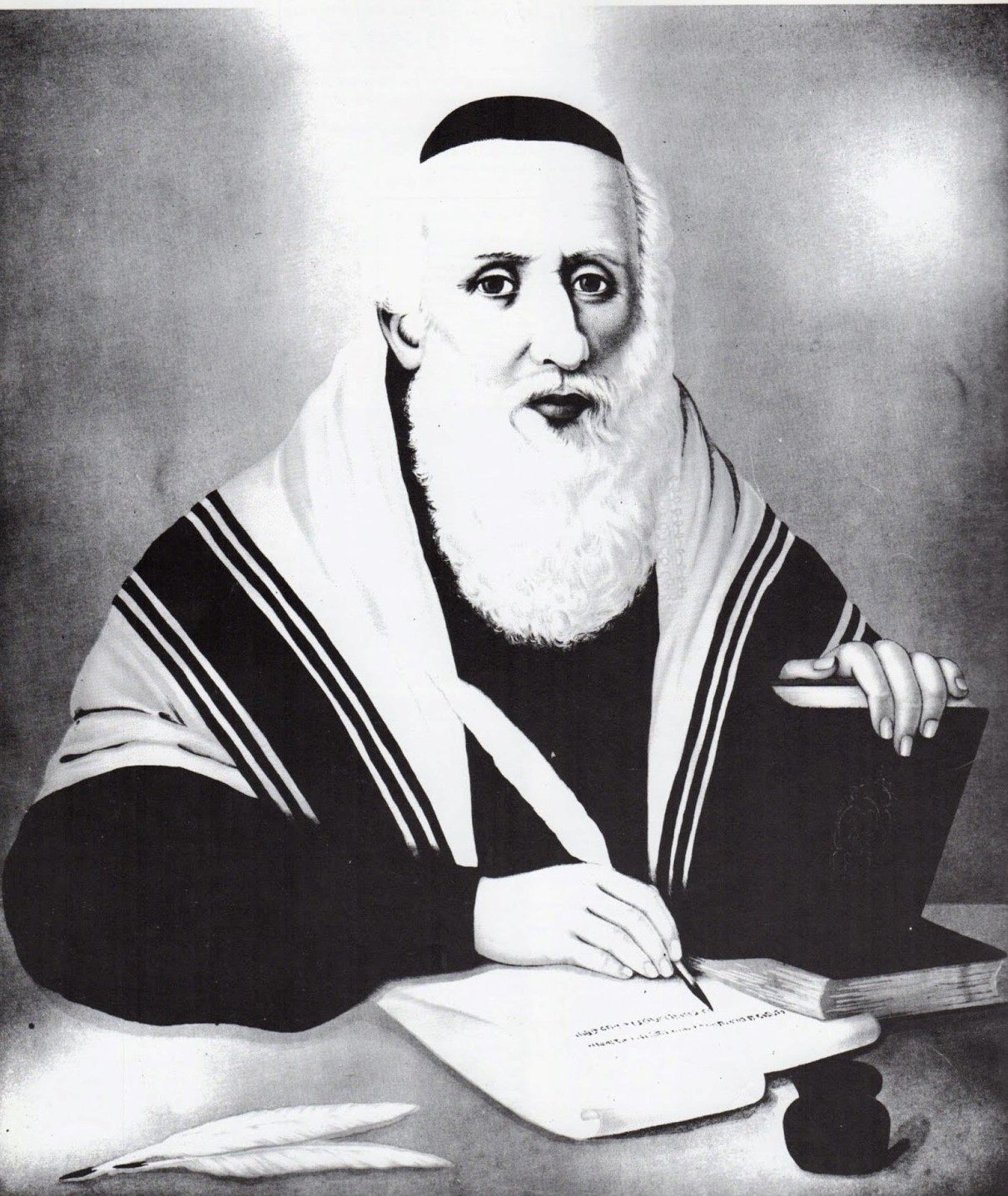
Элияху бен Шломо Залман (Виленский гаон)

18 июня 1389 года Витовтом был издан привилей евреям Гродно. Этот документ устанавливал границы поселений еврейской общины, освобождал от налогов синагогу и кладбище, а также регулировал торговые отношения в городе. Подобные привилеи получили также еврейские общины Луцка, Трок и Владимира-Волынского.
На восточных землях Великого княжества Литовского евреи начали селиться с XVI века. Иудеи составляли существенную часть населения городов и местечек, в каждом из них были построены деревянные или каменные синагоги, в некоторых городах синагог было несколько. Кроме синагог строились и небольшие молитвенные дома.
Иудейские общины Великого княжества Литовского имели внутреннее самоуправление. Раввины, исполнявшие религиозные функции, избирались членами общины. В документах раввины нередко назывались докторами, а культовые учреждения — школами. Раввины также возглавляли религиозные школы — иешивы, общинные судебные органы, входили в руководство общиной и исполняли другие административные функции. Верховным органом еврейского самоуправление в Великом княжестве Литовском был Литовский ваад, в который входили избранные представители округов, состоявших из отдельных общин определённой области.
В 1514 году великий князь Сигизмунд издал привилей представителю брестской общины Михею Юзефовичу, по которому тот получал широкие права главы всех еврейских общин государства, особенно это касалось судебных и социально-экономических вопросов. В XVIII веке с Волыни проникло хасидское учение, согласно которому общинные лидеры цадики воспринимались как посредники между Богом и остальными общинниками.
Иудаизм особого толка исповедовали караимы, центром проживания которых в Великом княжестве Литовском были Троки. Религиозные функции в общинах караимов исполняли газзаны, опиравшиеся на библейские традиции. В XVI веке в Троках жил известный караимский теолог и писатель Ицхак бен Авраам, чей труд «Хиззук Эмуна» («Крепость веры»), написанный в 1593 году, был хорошо известен в Европе.

## Ислам
Ислам (суннитского толка) в Великом княжестве Литовском исповедовало татарское население, впервые появившееся на этих землях, вероятно, в XIII веке — однако в то время татары ещё придерживались языческих традиций. Массовое проникновение татар-мусульман началось в конце XIV века, когда они были приглашены на военную службу великим князем литовским Витовтом. В XV—XVI столетиях крупные татарские общины существовали в сёлах Лукишки и Сорок Татар около Вильны, Некрашунцах около Вороново, Троках, Новогрудке и ряде местечек. Татарские приходы (джамааты) формировались вокруг мечетей и возглавлялись муллами, которые, кроме религиозных, осуществляли также судебно-административные функции, вели метрики. На службу верующие созывались муэдзинами, которые также читали молитвы. Некоторые судебные функции принадлежали кади, бывшему главным исламским судьёй Великого княжества Литовского. Всего в XVI—XVIII веках на территории государства действовало около 20 мечетей.
Богослужение велось на арабском языке, тогда как проповеди читались по-тюркски, а позднее и на местном наречии. В XVI—XVIII веках некоторые татарские религиозные книги писались арабским письмом на западнорусском и польском языках. Муллы обычно были не местного происхождения, а прибывали из Орды или Крыма, некоторые проходили обучение в Турции.
В 1569 году, на Люблинском сейме, были подтверждены права татар на строительство мечетей и подготовку духовенства заграницей. Для ограничения влияния Османской империи на литовских татар в 1672 году король Ян Собесский запретил им исполнять фетвы османского султана, одновременно являвшегося халифом — духовным лидером мусульман.